# Andorra Telecom

Der Andorra Telecom ist die staatliche Telefongesellschaft, welche die Telekommunikationsdienste im gesamten Fürstentum Andorra bereitstellt. Wurde durch Regierungsbeschluss des Consell am 7. August 1975 als Servei de Telecomunicacions d’Andorra (STA) gegründet.
Andorra Telecom ist auch für die Verwaltung und Sicherstellung der technischen Infrastruktur und des nationalen Rundfunk- und Fernsehnetzes verantwortlich. Andorra Telecom wird von einem Vorstand verwaltet und hat ihren Hauptsitz in Andorra la Vella. Generaldirektor ist Jaume Salvat.

## Kennzahlen der Andorra Telecom
- Anzahl der Mitarbeiter: 246 (Stand 2013).
- Mobilfunkanschlüsse:  	   76.132
- Festnetzanschlüsse:   41.406
- Breitbandkunden:  27.925
- xDSL:	2.712
- Glasfaser (FTTH):	32.490
- Internetnutzer / Anteil an der Gesamtbevölkerung:  81 %
- Haushalte mit Breitbandzugang: 72 %